# 4e épreuve de Speedcar Series 2008-2009

La 4e épreuve de la saison 2008-2009 de Speedcar Series, disputée les 27 février 2009 et 28 février 2009 sur le Dubaï Autodrome, située aux Émirats arabes unis, est la 9e épreuve du championnat de Speedcar Series. Cette épreuve est la quatrième manche du championnat 2008-2009.

## Engagés
| Écurie                | no | Pilote                |
| --------------------- | -- | --------------------- |
| Palm Beach            | 07 | Thomas Biagi          |
| Palm Beach            | 10 | Gianni Morbidelli     |
| JMB Racing            | 13 | Damien Pasini         |
| JMB Racing            | 69 | Johnny Herbert        |
| Union Properties Team | 20 | Vitantonio Liuzzi     |
| Union Properties Team | 85 | Hasher Al Maktoum     |
| Union Properties Team | 85 | Ramez Azzam*          |
| Team Lavaggi          | 33 | Marco Melandri        |
| Team Lavaggi          | 80 | Heinz-Harald Frentzen |
| Durango               | 25 | Hamad Al Fardan       |
| Durango               | 44 | David Terrien         |
| Continental Circus    | 26 | Christopher Zoechling |
| Continental Circus    | 32 | Eric Charles          |
| HPR                   | 27 | Jean Alesi            |
| HPR                   | 50 | Marchy Lee (en)       |

- Ramez Azzam et Hamad Al Fardan font leurs débuts en Speedcar Series.
- Ramez Azzam a remplacé Hasher Al Maktoum lors de la deuxième course de la quatrième épreuve à Dubaï.
- Christopher Zoechling et Jacques Villeneuve sont remplacés chez Durango par Hamad Al Fardan et David Terrien, ce dernier faisant son retour en Speedcar Series. Si Jacques Villeneuve ne rempile pas pour une nouvelle course, Christopher Zoechling intègre l'écurie Continental Circus aux côtés d'Eric Charles. L'écurie des Émirats arabes unis avait fait l'impasse à Losail et fait son retour à Dubaï.

## Grille de départ de la course 1
| 1re ligne : | 1re ligne : | 1.Christopher Zoechling Autriche        | 2.Jean Alesi France               |
| 2e ligne :  | 2e ligne :  | 3.Vitantonio Liuzzi Italie              | 4.Heinz-Harald Frentzen Allemagne |
| 3e ligne :  | 3e ligne :  | 5.Hasher Al Maktoum Émirats arabes unis | 6.Gianni Morbidelli Italie        |
| 4e ligne :  | 4e ligne :  | 7.Johnny Herbert Royaume-Uni            | 8.David Terrien France            |
| 5e ligne :  | 5e ligne :  | 9.Marco Melandri Italie                 | 10.Damien Pasini France           |
| 6e ligne :  | 6e ligne :  | 11.Thomas Biagi Italie                  | 12.Marchy Lee (en) Hong Kong      |
| 7e ligne :  | 7e ligne :  | 13.Hamad Al Fardan Bahreïn              | 14.Eric Charles France            |

## Course 1
Le néophyte autrichien Christopher Zoechling s'est adjugé la pole position au détriment de Jean Alesi lors des qualifications. À l'extinction des feux, tandis que certains pilotes n'aient pu intégrer la grille de départ en ligne, les freinages des deux leaders, Zoechling et Alesi créent la confusion dans le peloton. Cela permet aux deux protagonistes, ainsi qu'à Vitantonio Liuzzi de s'extirper de la meute. Au premier virage, Alesi dépasse Zoechling par l'extérieur et s'empare de la tête de la course. Dans le peloton, Gianni Morbidelli se fait accrocher et repart avant-dernier de la course. À l'entame du second tour, Alesi mène devant Zoechling, Frentzen, Liuzzi, Herbert, Terrien, Melandri et Al Maktoum. 
Au troisième tour, le motard italien, Marco Melandri, part en tête-à-queue, tandis que Liuzzi se fait déposséder la troisième place au profit de Johnny Herbert. Dans le tour suivant, l'ancien pilote Toro Rosso est pressé par Terrien, ce dernier, qui refait surface en Speedcar Series, trouvant la faille à l'épingle du circuit. Dans la foulée, il passe également Herbert. En tête de course, les positions restent inchangées, d'autant plus que le trio de tête se tiennent à distance assez large. À l'entame du huitième tour, Alesi mène devant Zoechling à 3 secondes et Frentzen à 4 secondes. Le groupe composé de Terrien, Herbert, Liuzzi et Al Maktoum est relégué à 9 secondes. Damien Pasini, huitième, est à 17 secondes. Lors de cette boucle, Zoechling réalise le meilleur tour en 1 minute 42 secondes et 438 millièmes.
Au huitième tour, Al Maktoum tente de dépasser son coéquipier Liuzzi mais ne peut l'éviter. Si le pilote des Émirats arabes unis s'en sort sans problème, Liuzzi est victime d'une crevaison à l'avant-droit. Après avoir changé la roue en question, il partira à un tour de Jean Alesi. Liuzzi terminera la course à la douzième position. Ce fait de course permet à Morbidelli de rentrer dans les points. Il prendra d'ailleurs le dessus sur Pasini pour le gain de la septième place.
En fin de course, Alesi préserve sa monture et gère son rythme, mais voit revenir Zoechling sur ses échappements. Finalement, ce dernier ne parviendra pas à prendre les rênes de la course et doit laisser filer la victoire au profit de Jean Alesi. Le Français signe sa deuxième victoire cette saison et se relance au championnat. Christopher Zoechling monte pour la première fois sur le podium, en récompense de la pole position de la veille. Frentzen complète le podium, arrachant in extremis la troisième place au détriment de David Terrien. Rentrent dans les points Herbert, Al Maktoum, Morbidelli et Pasini.
| Pos | no | Pilote                | Écurie                | Tours | Temps           |
| --- | -- | --------------------- | --------------------- | ----- | --------------- |
| 1   | 27 | Jean Alesi            | HPR                   | 24    | 41 min 15 s 994 |
| 2   | 26 | Christopher Zoechling | Continental Circus    | 24    | +0 s 703        |
| 3   | 80 | Heinz-Harald Frentzen | Team Lavaggi          | 24    | +11 s 222       |
| 4   | 44 | David Terrien         | Durango               | 24    | +11 s 778       |
| 5   | 69 | Johnny Herbert        | JMB Racing            | 24    | +16 s 478       |
| 6   | 85 | Hasher Al Maktoum     | Union Properties Team | 24    | +17 s 829       |
| 7   | 10 | Gianni Morbidelli     | Palm Beach            | 24    | +34 s 677       |
| 8   | 13 | Damien Pasini         | JMB Racing            | 24    | +38 s 057       |
| 9   | 04 | Thomas Biagi          | Palm Beach            | 24    | +39 s 882       |
| 10  | 33 | Marco Melandri        | Team Lavaggi          | 24    | +50 s 412       |
| 11  | 50 | Marchy Lee (en)       | HPR                   | 24    | +53 s 845       |
| 12  | 20 | Vitantonio Liuzzi     | Union Properties Team | 23    | +1 tour         |
| 13  | 25 | Hamad Al Fardan       | Durango               | 22    | +2 tours        |
| 14  | 32 | Eric Charles          | Continental Circus    | 19    | +5 tours        |

Meilleur tour :  Christopher Zoechling (1 min 42 s 438 au 8e tour).

## Grille de départ de la course 2
| 1re ligne : | 1re ligne : | 1.Damien Pasini France            | 2.Gianni Morbidelli Italie        |
| 2e ligne :  | 2e ligne :  | 3.Ramez Azzam Émirats arabes unis | 4.Johnny Herbert Royaume-Uni      |
| 3e ligne :  | 3e ligne :  | 5.David Terrien France            | 6.Heinz-Harald Frentzen Allemagne |
| 4e ligne :  | 4e ligne :  | 7.Christopher Zoechling Autriche  | 8.Jean Alesi France               |
| 5e ligne :  | 5e ligne :  | 9.Thomas Biagi Italie             | 10.Marco Melandri Italie          |
| 6e ligne :  | 6e ligne :  | 11.Marchy Lee (en) Hong Kong      | 12.Vitantonio Liuzzi Italie       |
| 7e ligne :  | 7e ligne :  | 13.Hamad Al Fardan Bahreïn        | 14.Eric Charles France            |

## Course 2
| Pos  | no | Pilote                | Écurie                | Tours | Temps           |
| ---- | -- | --------------------- | --------------------- | ----- | --------------- |
| 1    | 27 | Jean Alesi            | HPR                   | 24    | 41 min 26 s 780 |
| 2    | 10 | Gianni Morbidelli     | Palm Beach            | 24    | +3 s 839        |
| 3    | 69 | Johnny Herbert        | JMB Racing            | 24    | +5 s 608        |
| 4    | 80 | Heinz-Harald Frentzen | Team Lavaggi          | 24    | +7 s 187        |
| 5    | 44 | David Terrien         | Durango               | 24    | +12 s 883       |
| 6    | 04 | Thomas Biagi          | Palm Beach            | 24    | +18 s 160       |
| 7    | 50 | Marchy Lee (en)       | HPR                   | 24    | +25 s 441       |
| 8    | 33 | Marco Melandri        | Team Lavaggi          | 24    | +35 s 281       |
| 9    | 13 | Damien Pasini         | JMB Racing            | 24    | +41 s 962       |
| 10   | 26 | Christopher Zoechling | Continental Circus    | 24    | +1 min 41 s 270 |
| 11   | 85 | Ramez Azzam           | Union Properties Team | 23    | +1 tour         |
| 12   | 32 | Eric Charles          | Continental Circus    | 23    | +1 tour         |
| Abd. | 25 | Hamad Al Fardan       | Durango               | 7     |                 |
| Abd. | 20 | Vitantonio Liuzzi     | Union Properties Team | 4     |                 |

Meilleur tour :  Jean Alesi (1 min 42 s 438 au 8e tour).

## Classement provisoire

### Pilotes
| Rang | Pilote                | DUB 1 | DUB 2 | BHR 1 | BHR 2 | LOS 1 | LOS 2 | DUB 1 | DUB 2 | BHR 1 | BHR 2 | Points |
| ---- | --------------------- | ----- | ----- | ----- | ----- | ----- | ----- | ----- | ----- | ----- | ----- | ------ |
| 1    | Gianni Morbidelli     | 3     | A     | 4     | 2     | 1     | 2     | 7     | 2     |       |       | 47     |
| 2    | Johnny Herbert        | 4     | A     | 3     | 1     | 3     | 6     | 5     | 3     |       |       | 40     |
| 3    | Jean Alesi            | 10    | A     | 1     | 6     | 4     | Abd.  | 1     | 1     |       |       | 38     |
| 4    | Heinz-Harald Frentzen | 2     | A     | 2     | 4     | Abd.  | 5     | 3     | 4     |       |       | 36     |
| 5    | Vitantonio Liuzzi     | 1     | A     | Abd.  | 8     | 2     | 1     | 12    | Abd.  |       |       | 29     |
| 6    | Thomas Biagi          |       |       | 6     | 3     | 7     | 3     | 9     | 6     |       |       | 20     |
| 7    | Hasher Al Maktoum     | 5     | A     | 5     | 7     | 6     | Abd.  | 6     | NP    |       |       | 16     |
| 8    | Christopher Zoechling | 11    | A     | NP    | Abd.  | 9     | 4     | 2     | 10    |       |       | 13     |
| 9    | David Terrien         |       |       |       |       |       |       | 4     | 5     |       |       | 9      |
| 10   | Damien Pasini         | 8     | A     | 7     | 5     | Abd.  | 8     | 8     | 9     |       |       | 9      |
| 11   | Jacques Villeneuve    | 6     | A     | 10    | Abd.  | 5     | Abd.  |       |       |       |       | 7      |
| 12   | Marchy Lee (en)       | 7     | A     | Abd.  | Abd.  | Abd.  | 7     | 11    | 7     |       |       | 6      |
| 13   | Marco Melandri        |       |       |       |       | 8     | 11 †  | 10    | 8     |       |       | 2      |
| 14   | Giovanni Lavaggi      |       |       | 8     | 10    |       |       |       |       |       |       | 1      |
| 15   | Chris Buncombe        |       |       | 9     | 9     |       |       |       |       |       |       | 0      |
| 16   | Nasser Al-Attiyah     |       |       |       |       | 10    | 9     |       |       |       |       | 0      |
| 17   | Eric Charles          | 9     | A     | 11    | 11    |       |       | Abd.  | 12    |       |       | 0      |
| 18   | Fahad Al Thani        |       |       |       |       | 12    | 10    |       |       |       |       | 0      |
| 19   | Ramez Azzam           |       |       |       |       |       |       |       | 11    |       |       | 0      |
| 20   | Ahamad Al Kuwari      |       |       |       |       | 11    | Abd.  |       |       |       |       | 0      |
| 21   | Hamad Al Fardan       |       |       |       |       |       |       | 13    | Abd.  |       |       | 0      |
|      | Enzo Panacci          |       |       | NP    | Abd.  |       |       |       |       |       |       | 0      |
|      | Stefan Johansson      | Abd.  | A     |       |       |       |       |       |       |       |       | 0      |
|      | Mathias Lauda         | Abd.  | A     |       |       |       |       |       |       |       |       | 0      |
|      | Marcel Tiemann        | Abd.  | A     |       |       |       |       |       |       |       |       | 0      |

- † : Classé mais non arrivé

### Écuries
| Rang | Écuries                     | #  | DUB 1 | DUB 2 | BHR 1 | BHR 2 | LOS 1 | LOS 2 | DUB 1 | DUB 2 | BHR 1 | BHR 2 | Points |
| ---- | --------------------------- | -- | ----- | ----- | ----- | ----- | ----- | ----- | ----- | ----- | ----- | ----- | ------ |
| 1    | Palm Beach                  | 04 |       |       | 6     | 3     | 7     | 3     | 9     | 6     |       |       | 67     |
| 1    | Palm Beach                  | 07 | Abd.  | A     |       |       |       |       |       |       |       |       | 67     |
| 1    | Palm Beach                  | 10 | 3     | A     | 4     | 2     | 1     | 2     | 7     | 2     |       |       | 67     |
| 2    | JMB Racing                  | 13 | 8     | A     | 7     | 5     | Abd.  | 8     | 8     | 9     |       |       | 49     |
| 2    | JMB Racing                  | 69 | 4     | A     | 3     | 1     | 3     | 6     | 5     | 3     |       |       | 49     |
| 3    | Union Properties Team       | 20 | 1     | A     | Abd.  | 8     | 2     | 1     | 12    | Abd.  |       |       | 45     |
| 3    | Union Properties Team       | 85 | 5     | A     | 5     | 7     | 6     | Abd.  | 6     | 11    |       |       | 45     |
| 4    | HPR                         | 27 | 10    | A     | 1     | 6     | 4     | Abd.  | 1     | 1     |       |       | 44     |
| 4    | HPR                         | 50 | 7     | A     | Abd.  | Abd.  | Abd.  | 7     | 11    | 7     |       |       | 44     |
| 5    | Phoenix Racing Team Lavaggi | 21 | Abd.  | A     | 9     | 9     |       |       |       |       |       |       | 38     |
| 5    | Phoenix Racing Team Lavaggi | 33 |       |       |       |       | 8     | 11 †  | 10    | 8     |       |       | 38     |
| 5    | Phoenix Racing Team Lavaggi | 80 | 2     | A     | 2     | 4     | Abd.  | 5     | 3     | 4     |       |       | 38     |
| 6    | Durango                     | 25 | 11    | A     | NP    | Abd.  | 9     | 4     | 13    | Abd.  |       |       | 21     |
| 6    | Durango                     | 44 |       |       |       |       |       |       | 4     | 5     |       |       | 21     |
| 6    | Durango                     | 96 | 6     | A     | 10    | Abd.  | 5     | Abd.  |       |       |       |       | 21     |
| 7    | Continental Circus          | 09 | Abd.  | A     | NP    | Abd.  |       |       |       |       |       |       | 8      |
| 7    | Continental Circus          | 26 |       |       |       |       |       |       | 2     | 10    |       |       | 8      |
| 7    | Continental Circus          | 32 | 9     | A     | 11    | 11    |       |       | Abd.  | 12    |       |       | 8      |
| 8    | Team Siram Team Barwa       | 90 |       |       | 8     | 10    | 10    | 9     |       |       |       |       | 1      |
| 9    | QMMF Team                   | 59 |       |       |       |       | 12    | 10    |       |       |       |       | 0      |
| 9    | QMMF Team                   | 95 |       |       |       |       | 11    | Abd.  |       |       |       |       | 0      |